# 十月一日反法西斯抵抗团体

十月一日反法西斯抵抗团体旗帜

十月一日反法西斯抵抗团体（西班牙語：Grupos de Resistencia Antifascista Primero de Octubre，缩写为GRAPO）是一个秘密的西班牙毛派武装组织，其目标是建立一个西班牙共和国。1976年，西班牙共产党（重建）建立了该组织。
它反资本主义、反帝国主义，同时强烈反对西班牙加入北约。
1970年代后期和1980年代早期，它相当的活跃。目前激进分子数量减少，缺乏社会支持，西班牙警察的行动使得它的党员硕果仅存。
2007年6月，据西班牙警察说，6名激进分子被捕，但是该组织还没有宣布解散。
十月一日反法西斯抵抗团体被欧盟列入恐怖分子名单。

## 历史
十月一日反法西斯抵抗团体成立于1975年第一次国会解散的时候。
1976年初，佛朗哥死后，西班牙从独裁向民主过渡期间，西班牙开启政治改革。它的前身是“前线抗击法西斯主义”，其创立者是胡安·卡洛斯德。
1975年10月1日，该组织杀害4名西班牙警察。12月，5名该组织的支持者在示威中被西班牙警察枪杀。
1976年7月18日，该组织引爆一颗炸弹，成为新闻焦点。
1976年和1977年，该组织绑架一名西班牙政治家和一名西班牙将军，以及杀害更多的西班牙警察。
从1979年开始，它增加其活动，但是它没有达成任何的政治目标，也没有得到左翼的同情。
1984年，西班牙政府颁布了一项反恐法律，类似意大利的反恐法律，促进了警方对该组织成员的缉捕。
随着时间流逝，警察严重打击它的存在。目前该组织基本上是不活跃的，但是还没有正式解散。
自1975年成立以来到2007年，它已经暗杀84人，包括警察、军人、法官和平民，方式是通过爆炸或枪击。它的一些武装分子的人在抢劫银行时被打死。该组织还大量绑架人质，最初是出于政治原因，后来主要是敲诈勒索。
它的领导人在2000年在法国法院因“阴谋与恐怖分子意图”被判刑，西班牙政府已经发布了一个从法国引渡他回国服刑的请求。到目前为止，该组织并未公开他的继任者。

## 成员
它的一个知名成员是塞巴斯蒂安·罗德里格斯。